# Gouvernement Brown
Royaume-Uni
Blair Cameron I
Le gouvernement Brown (en anglais : Brown ministry) est le quatre-vingt treizième gouvernement du Royaume-Uni, entre le 28 juin 2007 et le 11 mai 2010, durant la cinquante-quatrième législature de la Chambre des communes.

## Coalition et historique
Dirigé par le nouveau Premier ministre travailliste Gordon Brown, précédemment chancelier de l'Échiquier, ce gouvernement est constitué et soutenu par le seul Parti travailliste (Lab). Celui-ci dispose, seul, de 356 députés sur 646, soit 55,1 % des sièges de la Chambre des communes.
Il est formé à la suite de la démission du Premier ministre Tony Blair, au pouvoir depuis mai 1997. Il succède donc au gouvernement Blair, constitué et soutenu de manière identique.
En vertu d'un accord passé entre eux lors de l'élection à la direction du Parti travailliste en 1994, Blair devait occuper le poste de chef du gouvernement, Brown obtenant celui de ministre des Finances en attendant de prendre la tête de l'exécutif. Le 7 septembre 2006, Blair annonce qu'il quittera le pouvoir dans les douze mois ; le 13 mai 2007, le comité exécutif du parti fixe l'élection d'un nouveau chef pour le 13 juin. Brown se porte alors candidat et obtient rapidement les parrainages de 313 députés. Dans la mesure où personne ne parvient à se présenter face à lui, il est élu sans opposition le 24 juin.
Trois jours plus tard, Tony Blair remet sa démission à la reine Élisabeth II et le Parti travailliste propose Gordon Brown comme nouveau Premier ministre, sans passer par des élections anticipées. Le gouvernement est formé trois jours plus tard et voit la nomination de Jacqui Smith, première femme secrétaire d'État à l'Intérieur, et compte la présence de deux frères, David et Ed Miliband.
En un peu moins de trois ans, Brown procède à trois remaniements, dont deux en 2008. Au remaniement du 24 janvier 2008, la nomination d'Yvette Cooper fait figurer au cabinet le premier couple marié, étant l'épouse d'Ed Balls.
Les élections générales du 6 mai 2010, les premières à se tenir à terme depuis 1997, voient la formation d'un Parlement sans majorité, les travaillistes étant devancés par le Parti conservateur, avec 258 députés contre 310. Le 11 mai, le conservateur David Cameron annonce la conclusion d'un accord avec les Libéraux-démocrates (LibDem) et forme alors son gouvernement.

## Composition

### Initiale (28 juin 2007)
- Les nouveaux ministres sont indiqués en gras, ceux ayant changé d'attributions en italique.

| Fonction                                                                                  | Titulaire | Titulaire         | Parti        |
| ----------------------------------------------------------------------------------------- | --------- | ----------------- | ------------ |
| Premier ministre Premier lord du Trésor Ministre de la Fonction publique                  |           | Gordon Brown      | Travailliste |
| Chancelier de l'Échiquier                                                                 |           | Alistair Darling  | Travailliste |
| Secrétaire d'État aux Affaires étrangères et du Commonwealth                              |           | David Miliband    | Travailliste |
| Secrétaire d'État à la Justice Lord chancelier                                            |           | Jack Straw        | Travailliste |
| Secrétaire d'État à l'Intérieur                                                           |           | Jacqui Smith      | Travailliste |
| Secrétaire d'État à la Défense Secrétaire d'État pour l'Écosse                            |           | Des Browne        | Travailliste |
| Secrétaire d'État à la Santé                                                              |           | Alan Johnson      | Travailliste |
| Secrétaire d'État à l'Environnement, à l'Alimentation et aux Affaires rurales             |           | Hilary Benn       | Travailliste |
| Secrétaire d'État au Développement international                                          |           | Douglas Alexander | Travailliste |
| Secrétaire d'État aux Affaires, aux Entreprises et aux Réformes réglementaires            |           | John Hutton       | Travailliste |
| Leader de la Chambre des communes Lord du sceau privé Ministre des Femmes et des Égalités |           | Harriet Harman    | Travailliste |
| Secrétaire d'État au Travail et aux Retraites Secrétaire d'État pour le Pays de Galles    |           | Peter Hain        | Travailliste |
| Secrétaire d'État aux Transports                                                          |           | Ruth Kelly        | Travailliste |
| Secrétaire d'État aux Communautés et aux Collectivités locales                            |           | Hazel Blears      | Travailliste |
| Secrétaire d'État à l'Enfance, aux Écoles et aux Familles                                 |           | Ed Balls          | Travailliste |
| Ministre du bureau du cabinet Chancelier du duché de Lancastre                            |           | Ed Miliband       | Travailliste |
| Secrétaire d'État à la Culture, aux Médias et aux Sports                                  |           | James Purnell     | Travailliste |
| Secrétaire d'État pour l'Irlande du Nord                                                  |           | Shaun Woodward    | Travailliste |
| Leader de la Chambre des lords Lord président du Conseil                                  |           | Catherine Ashton  | Travailliste |
| Secrétaire en chef du Trésor                                                              |           | Andy Burnham      | Travailliste |
| Secrétaire d'État à l'Innovation, à l'Enseignement supérieur et aux Compétences           |           | John Denham       | Travailliste |
| Chief Whip à la Chambre des communes Secrétaire parlementaire du Trésor                   |           | Geoff Hoon        | Travailliste |

### Remaniement du 24 janvier 2008
- Les nouveaux ministres sont indiqués en gras, ceux ayant changé d'attributions en italique.

| Fonction                                                                                  | Titulaire | Titulaire         | Parti        |
| ----------------------------------------------------------------------------------------- | --------- | ----------------- | ------------ |
| Premier ministre Premier lord du Trésor Ministre de la Fonction publique                  |           | Gordon Brown      | Travailliste |
| Chancelier de l'Échiquier                                                                 |           | Alistair Darling  | Travailliste |
| Secrétaire d'État aux Affaires étrangères et du Commonwealth                              |           | David Miliband    | Travailliste |
| Secrétaire d'État à la Justice Lord chancelier                                            |           | Jack Straw        | Travailliste |
| Secrétaire d'État à l'Intérieur                                                           |           | Jacqui Smith      | Travailliste |
| Secrétaire d'État à la Défense Secrétaire d'État pour l'Écosse                            |           | Des Browne        | Travailliste |
| Secrétaire d'État à la Santé                                                              |           | Alan Johnson      | Travailliste |
| Secrétaire d'État à l'Environnement, à l'Alimentation et aux Affaires rurales             |           | Hilary Benn       | Travailliste |
| Secrétaire d'État au Développement international                                          |           | Douglas Alexander | Travailliste |
| Secrétaire d'État aux Affaires, aux Entreprises et aux Réformes réglementaires            |           | John Hutton       | Travailliste |
| Leader de la Chambre des communes Lord du sceau privé Ministre des Femmes et des Égalités |           | Harriet Harman    | Travailliste |
| Secrétaire d'État au Travail et aux Retraites                                             |           | James Purnell     | Travailliste |
| Secrétaire d'État aux Transports                                                          |           | Ruth Kelly        | Travailliste |
| Secrétaire d'État aux Communautés et aux Collectivités locales                            |           | Hazel Blears      | Travailliste |
| Secrétaire d'État à l'Enfance, aux Écoles et aux Familles                                 |           | Ed Balls          | Travailliste |
| Ministre du bureau du cabinet Chancelier du duché de Lancastre                            |           | Ed Miliband       | Travailliste |
| Secrétaire d'État à la Culture, aux Médias et aux Sports                                  |           | Andy Burnham      | Travailliste |
| Secrétaire d'État pour l'Irlande du Nord                                                  |           | Shaun Woodward    | Travailliste |
| Secrétaire d'État pour le Pays de Galles                                                  |           | Paul Murphy       | Travailliste |
| Leader de la Chambre des lords Lord président du Conseil                                  |           | Catherine Ashton  | Travailliste |
| Secrétaire en chef du Trésor                                                              |           | Yvette Cooper     | Travailliste |
| Secrétaire d'État à l'Innovation, à l'Enseignement supérieur et aux Compétences           |           | John Denham       | Travailliste |
| Chief Whip à la Chambre des communes Secrétaire parlementaire du Trésor                   |           | Geoff Hoon        | Travailliste |

### Remaniement du 3 octobre 2008
- Les nouveaux ministres sont indiqués en gras, ceux ayant changé d'attributions en italique.

| Fonction                                                                                  | Titulaire | Titulaire         | Parti        |
| ----------------------------------------------------------------------------------------- | --------- | ----------------- | ------------ |
| Premier ministre Premier lord du Trésor Ministre de la Fonction publique                  |           | Gordon Brown      | Travailliste |
| Chancelier de l'Échiquier                                                                 |           | Alistair Darling  | Travailliste |
| Secrétaire d'État aux Affaires étrangères et du Commonwealth                              |           | David Miliband    | Travailliste |
| Secrétaire d'État à la Justice Lord chancelier                                            |           | Jack Straw        | Travailliste |
| Secrétaire d'État à l'Intérieur                                                           |           | Jacqui Smith      | Travailliste |
| Secrétaire d'État à la Défense                                                            |           | John Hutton       | Travailliste |
| Secrétaire d'État à la Santé                                                              |           | Alan Johnson      | Travailliste |
| Secrétaire d'État à l'Environnement, à l'Alimentation et aux Affaires rurales             |           | Hilary Benn       | Travailliste |
| Secrétaire d'État au Développement international                                          |           | Douglas Alexander | Travailliste |
| Secrétaire d'État aux Affaires, aux Entreprises et aux Réformes réglementaires            |           | Peter Mandelson   | Travailliste |
| Leader de la Chambre des communes Lord du sceau privé Ministre des Femmes et des Égalités |           | Harriet Harman    | Travailliste |
| Secrétaire d'État au Travail et aux Retraites                                             |           | James Purnell     | Travailliste |
| Secrétaire d'État aux Transports                                                          |           | Geoff Hoon        | Travailliste |
| Secrétaire d'État aux Communautés et aux Collectivités locales                            |           | Hazel Blears      | Travailliste |
| Secrétaire d'État à l'Enfance, aux Écoles et aux Familles                                 |           | Ed Balls          | Travailliste |
| Secrétaire d'État à l'Énergie et au Changement climatique                                 |           | Ed Miliband       | Travailliste |
| Secrétaire d'État à la Culture, aux Médias et aux Sports                                  |           | Andy Burnham      | Travailliste |
| Secrétaire d'État pour l'Irlande du Nord                                                  |           | Shaun Woodward    | Travailliste |
| Secrétaire d'État pour le Pays de Galles                                                  |           | Paul Murphy       | Travailliste |
| Secrétaire d'État pour l'Écosse                                                           |           | Jim Murphy        | Travailliste |
| Leader de la Chambre des lords Lord président du Conseil                                  |           | Janet Royall      | Travailliste |
| Secrétaire en chef du Trésor                                                              |           | Yvette Cooper     | Travailliste |
| Secrétaire d'État à l'Innovation, à l'Enseignement supérieur et aux Compétences           |           | John Denham       | Travailliste |

### Remaniement du 5 juin 2009
- Les nouveaux ministres sont indiqués en gras, ceux ayant changé d'attributions en italique.

| Fonction | Titulaire | Titulaire         | Parti        |
| --- | --------- | ----------------- | ------------ |
| Premier ministre Premier lord du Trésor Ministre de la Fonction publique                                              |           | Gordon Brown      | Travailliste |
| Premier secrétaire d'État Secrétaire d'État aux Affaires, à l'Innovation et au Savoir-faire Lord président du Conseil |           | Peter Mandelson   | Travailliste |
| Chancelier de l'Échiquier                                                                                             |           | Alistair Darling  | Travailliste |
| Secrétaire d'État aux Affaires étrangères et du Commonwealth                                                          |           | David Miliband    | Travailliste |
| Secrétaire d'État à la Justice Lord chancelier                                                                        |           | Jack Straw        | Travailliste |
| Secrétaire d'État à l'Intérieur                                                                                       |           | Alan Johnson      | Travailliste |
| Secrétaire d'État à la Défense                                                                                        |           | Bob Ainsworth     | Travailliste |
| Secrétaire d'État à la Santé                                                                                          |           | Andy Burnham      | Travailliste |
| Secrétaire d'État à l'Environnement, à l'Alimentation et aux Affaires rurales                                         |           | Hilary Benn       | Travailliste |
| Secrétaire d'État au Développement international                                                                      |           | Douglas Alexander | Travailliste |
| Leader de la Chambre des communes Lord du sceau privé Ministre des Femmes et des Égalités                             |           | Harriet Harman    | Travailliste |
| Secrétaire d'État au Travail et aux Retraites                                                                         |           | Yvette Cooper     | Travailliste |
| Secrétaire d'État aux Transports                                                                                      |           | Andrew Adonis     | Travailliste |
| Secrétaire d'État aux Communautés et aux Collectivités locales                                                        |           | John Denham       | Travailliste |
| Secrétaire d'État à l'Enfance, aux Écoles et aux Familles                                                             |           | Ed Balls          | Travailliste |
| Secrétaire d'État à l'Énergie et au Changement climatique                                                             |           | Ed Miliband       | Travailliste |
| Secrétaire d'État à la Culture, aux Médias et aux Sports                                                              |           | Ben Bradshaw      | Travailliste |
| Secrétaire d'État pour l'Irlande du Nord                                                                              |           | Shaun Woodward    | Travailliste |
| Secrétaire d'État pour le Pays de Galles                                                                              |           | Peter Hain        | Travailliste |
| Secrétaire d'État pour l'Écosse                                                                                       |           | Jim Murphy        | Travailliste |
| Leader de la Chambre des lords Chancelier du duché de Lancastre                                                       |           | Janet Royall      | Travailliste |
| Ministre du bureau du cabinet Ministre des Jeux olympiques Payeur général                                             |           | Tessa Jowell      | Travailliste |
| Secrétaire en chef du Trésor                                                                                          |           | Liam Byrne        | Travailliste |